# A Maldív-szigetek zászlaja
A Maldív Köztársaság zászlaja piros alapon, zöld színű téglalapban fehér színű félholdat ábrázol, melynek zárt oldala a zászlórúd felé esik.
Ez a hivatalos és leggyakrabban használt szimbólum a Maldív-szigeteken, melyet 1965. július 25-én fogadtak el.

## Története
Az első maldív zászló túlnyomórészt piros színű volt, ezt még a szultánok használták egészen a 20. század elejéig. Praktikus tervezése megnövelte láthatóságát a tenger kék színű háttere előtt. A zászlórúd kiterjesztéseként egy fekete-fehér felvonó is látható volt rajta, melyet Dhandimathi (Dhivehi) neveznek, feltehetőleg azért, mert a korai zászlórudak fehérre voltak festve, rajtuk egy spirálisan emelkedő fekete sávval.
Ezen történelmi zászlót tévesen a kommunizmus eszméjével társították, azonban a zászló időben megelőzi a kommunizmust, így ez a feltevés általánosságban nem elfogadott.
Az Oszmán Birodalom 19. században lefolytatott sikeres kampányának eredményeként, mellyel a félholdat előléptették iszlám szimbólumnak (ami valójában egy ókori szimbóluma volt a hatalmas Konstantinápoly városának), Amir Abdul Majid Didi miniszterelnök behelyezte a szarvaival a zászlórúd felé mutató félholdat egy a zászlóra újonnan tervezett zöld téglalapba, mely középen helyezkedett el. Ez a (bizánci szabványokhoz képest) hibás verzió csak 1947-ig maradt fenn, amikor is ezt kijavították és a szarvaival a lobogó felé mutató félholddal ellátott variánst bemutatták.
Amikor Mohamed Jameel megírta a nemzet himnuszát 1948-ban, figyelmen kívül hagyta a zászlón lévő fekete színt, talán azért is, mert az emberek inkább rendellenességként tekintettek rá, mint nélkülözhetetlen színre. Ennek hatására a felvonót eltávolították és 1965. július 25-e óta ez az ország hivatalos zászlaja. Ugyanebben az évben Muhammad Fareed Didi szultán elfogadott egy ötágú csillagot (ez a félhold két szarva között található), a szultán kizárólagos jelölésére. Ezt a verziót napjainkban is használja az elnök saját jelként.

## Szimbolizmus
A piros szín a külső téglalapban a nemzet hőseinek merészségét szimbolizálja a múltban, jelenben és jövőben, akik nem tétováztak (és nem fognak tétovázni) feláldozni utolsó csepp vérüket is népük védelmében. A zöld háromszög a szigeteken megtalálható számtalan, kókuszdiót termő pálmafát ábrázolja, egy történelmi létforrást, melyet még ma is számtalan dologra használnak. Végül a fehér színű félhold az egységes iszlám hitű államot szimbolizálja.